# The Avengers
Marvels The Avengers (med titlen Marvel Avengers Assemble i Storbritannien og Irland) er en amerikansk superheltefilm fra 2012 produceret af Marvel Studios og distribueret af Walt Disney Pictures, baseret på Marvel Comics' superheltehold af samme navn. Det er den sjette film i Marvel Cinematic-universet. Filmen er skrevet og instrueret af Joss Whedon og har en rollebesætning, der omfatter Robert Downey, Jr., Chris Evans, Mark Ruffalo, Chris Hemsworth, Scarlett Johansson, Jeremy Renner, Tom Hiddleston, Samuel L. Jackson og Cobie Smulders.

## Handling
Superskurken Loki (Tom Hiddleston) og en hær af rumvæsner er i færd med at overtage verden ved hjælp af en energikube kaldet "Tesseract", som skal åbne en portal mellem verdenerne op og få rumvæsnerne til Jorden. Nick Fury (Samuel L. Jackson) og resten af specialagentholdet S.H.I.E.L.D. ser ingen anden udvej end at iværksætte "Avengers-initiativet". Iron Man (Robert Downey, Jr.), Captain America (Chris Evans), Hulk (Mark Ruffalo) og Thor (Chris Hemsworth) bliver rekrutteret og slået sammen med superagenterne Natasha Romanoff/Black Widow (Scarlett Johansson) og Clint Barton/Hawkeye (Jeremy Renner).

Det viser sig, at når det er fire individualister, der skal samarbejde og stole på hinanden for at udføre jobbet, kommer der stridigheder i gruppen. Men de ved, at hvis de skal stoppe Loki, må de finde en måde at samarbejde på hurtigt for at redde verden.

## Produktion
Produktionen startede allerede i begyndelsen af 2008, da Marvel underskrev en aftale med dengang strejkende Writers Guild of America om at kunne gå tilbage til at kunne bruge sine egne karakterer. Senere samme år blev Iron Man en kæmpesucces, og Marvel bekendtgjorde, at The Avengers ville blive en realitet i juli 2011. Filmen blev senere udsat ni måneder som følge af, at de måtte lave deres egne film om superheltene Iron Man 2 (2010), Thor (2011) og Captain America: The First Avenger (2011) færdige.
Det blev tidlig klart, at Robert Downey, Jr. skulle portrættere Tony Stark/Iron Man for tredje gang i The Avengers. På et tidspunkt blev også Don Cheadle, som spiller Iron Mans sidekick War Machine i Iron Man 2, rygtet at være med i filmen, men Cheadle selv skød disse rygter ned lidt senere. Lidt efter blev det også klart, at Jon Favreau, instruktør på Iron Man-filmene, ville træde ind som producent, men ikke instruktør.
Den næste skuespiller, der blev castet til The Avengers, var Samuel L. Jackson, som i februar 2009 underskrev en aftale på 9 film som Nick Fury, lederen af superheltegruppen. Kort efter erstattede Scarlett Johansson Emily Blunt som Natasha Romanoff/Black Widow i Iron Man 2, noget som også knyttede hende til The Avengers. Chris Hemsworth og Tom Hiddleston, som spiller Thor og Loki, blev også klar til filmen, lidt før Thor blev udsendt. Chris Evans, som spiller Captain America, blev klar til filmen i marts 2010. Instruktør Joss Whedon underskrev for at tage hånd om filmen måneden efter.
Den rolle, der var mest diskuteret, var uden tvivl Hulk. Edward Norton, som spillede rollen i The Incredible Hulk, udtalte tidligt i et interview, at han var åben for at vende tilbage som den grønne kæmpe, men efter månedslange diskussioner med Marvel stod det klart, at han ikke kunne blive enighed med tegneseriegiganten om at spille rollen. Marvels produktionpræsident Kevin Feige sagde det sådan: "Vi har brug for skuespillere, som har kreativitet og samarbejdsvillighed i forhold til vores andre talentfulde skuespillere. The Avengers kræver skuespillere, der formår at arbejde som en del af et ensemble, sådan som Robert, Chris H, Chris E, Samuel, Scarlett og det øvrige talentfulde ensemble, vi har, har bevist, at de klarede tidligere. Vi leder efter en skuespiller, som opfylder disse krav, og som viser lidenskab i forhold til denne ikoniske rolle, de næste uger." Mark Ruffalo blev derefter hentet ind som erstatning i juni 2010.
Jeremy Renner, Clark Gregg, Stellan Skarsgård, Gwyneth Paltrow og Paul Bettany blev alle hentet ind for at returnere i deres respektive roller, Hawkeye, agent Coulson, Erik Selvig, Pepper Potts og Jarvis, i løbet af det næste år. Desuden blev Cobie Smulders castet som Maria Hill, den eneste i ensemblet, som ikke har været med i nogen af de tidligere film.
Locations, som blev brugt til optagelserne, var steder som Albuquerque, Cleveland, New York, Pittsburgh, Columbus, Sandusky, Parma, Ohio og Stuttgart.
I december annoncerede Disney, at filmen ville blive konverteret til 3D.

## Udgivelse
Filmen har et budget på 150 millioner dollar og havde premiere i de danske biografer 27. april 2012.